# Лявата ми половина
Лявата ми половина (на турски: Sol Yanım) е турски драматичен сериал, излъчващ се премиерно през 2020 г. Сериалът приключва едва с 12 епизода поради нисък рейтинг.

## Актьорски състав
- Йозге Яъз – Сера Йълдъръм
- Толга Менди – Селим Кутлусай
- Джемре Байсел – Бириджик Ергюн
- Емре Бей – Бурак Егемен
- Джансел Елчин – Ихсан Кутлусай
- Есра Безен Билгин – Нилгюн Йълдъръм
- Дефне Самиели – Асена Кутлусай
- Бениан Донмез – Биназ
- Анил Тетик – Мерт Текин
- Дениз Барут – Нил
- Танер Румели – Онур
- Фейза Дживелек – Назлъм
- Октай Чубук – Али
- Еджем Аталай – Еда
- Седа Акман – Идил
- Хайдар Койел – Хайдар
- Тугче Ачикгоз – Зейнеп
- Емре Динлер – Барбар

## Сюжет
Селим (Толга Менди) и Серра (Йозге Яъз) изпитват силно привличане един към друг в университета, основан от бащата на Селим. Серра произлиза от бедно семейство, докато Селим живее в охолство. Двамата споделят мъката по наскоро починалите им близки. Братът на Серра се е самоубил, а нейният баща е измамник, който оставя семейството да тъне в нищета. Благодарение на Селим Серра получава стипендия да следва в университета, основан от баща му. Междувременно тя работи в хотел като камериерка. От своя страна Селим е изгубил майка си, като му се налага да живее с мащехата си, която обсебва целия му дом. Серра и Селим се подкрепят взаимно, като всеки споделя опита си с другия. Селим се възхищава на волята на Серра. Университетът не само свързва двамата млади, но и поставя пред тях множество житейски предизвикателства. Ревност, предателство и измама се изправят пред любовта на Серра и Селим.

## Излъчване
| Сезон | Епизоди | Начало на сезона | Край на сезона   | Всички епизоди | ТВ сезон    | ТВ канал | Дата и час                 |
| ----- | ------- | ---------------- | ---------------- | -------------- | ----------- | -------- | -------------------------- |
| 1     | 12      | 26 ноември 2020  | 17 февруари 2021 | 1 – 12         | 2020 – 2021 | Star TV  | четвъртък/сряда (20:00 ч.) |

### В България
| Сезон | Епизоди | Начало на сезона  | Край на сезона  | Всички епизоди | ТВ сезон | ТВ канал | Дата и час           |
| ----- | ------- | ----------------- | --------------- | -------------- | -------- | -------- | -------------------- |
| 1     | 40      | 17 януари 2023 г. | 13 март 2023 г. | 1 – 40         | 2023 г.  | bTV Lady | всеки делник (22:00) |

В България сериалът започва излъчване на 12 декември 2022 г. по интернет платформата на bTV Voyo.bg. На 17 януари 2023 г. започва излъчване по bTV Lady и завършва на 13 март.  На 11 май 2024 г. започва повторно излъчване по bTV Story и завършва на 14 юли. На 20 ноември 2024 г. започва отново по bTV Story и завършва на 14 януари 2025 г. Дублажът е на студио Медиа Линк. Ролите се озвучават от Мими Йорданова, Вилма Карталска, Христина Ибришимова, Александър Воронов и Иван Танев.